# Dag Hartelius
Dag Hartelius (Härnösand, 1955. november 8. – ) svéd diplomata, 2019 szeptemberétől országa nagykövete Magyarországon.

## Pályafutása
Az Uppsalai Egyetemen diplomázott, 1982-től a svéd védelmi minisztériumban dolgozott, 1985-ben kezdte diplomáciai karrierjét. 1986-87-ben Svédország szentpétervári (akkor: Leningrád) főkonzulátusán dolgozott beosztott konzulként, majd 1989-ig a moszkvai nagykövetségen volt első beosztott. 1991-ig hazája berlini nagykövetségén dolgozott hasonló beosztásban, majd 1994-ig a külügy közép- és kelet-európai főosztályának helyettes vezetője volt. 1997-ig Svédország londoni nagykövetségének tanácsadója volt, majd két évig egy nonprofit szervezet, a New York-i székhelyű EastWest Institute európai biztonsági alelnöke lett. 1999 és 2003 között ismét a svéd külügy közép- és kelet-európai osztályán volt osztályvezető-helyettes. 2003-tól 2008-ig Svédország észtországi nagykövetségének vezetője volt nagykövetként. Észtországban különleges népszerűségre tett szert azzal, hogy a Tantsud tähtedega című (Magyarországon Szombat esti láz címen vetített) táncos műsorban Kristina Tennokese észt táncosnő partnereként is fellépett. 2008-tól Svédország varsói nagykövetévé nevezték ki 2010-ig, majd 2011-től 2013-ig országa Európai Uniós nagykövete lett. 2013-ban a Svéd Védelmi Minisztérium egyik ügynökségének, a Försvarets radioanstaltnak lett az igazgatója.
2019-től Svédország budapesti nagykövete, szeptember 1-én érkezett meg Magyarországra.